# 히라카촌
히라카촌(平賀村)은 나가노현 미나미사쿠군에 있던 촌이다. 현재의 사쿠시 남동부에 해당한다.

## 역사
- 1889년 4월 1일 - 정촌제 시행에 의해 히라카촌 외 2촌의 구역을 확장해 성립하였다.
- 1956년 8월 1일 - 미나미사쿠군 구 나카고미정, 우치야마촌과 합병해, 새로운 나카고미정이 성립하여, 동일 히라카촌은 폐지되었다.

## 교통

### 철도
- 일본국유철도
  - 고우미선

## 참고문헌
- 大日本篤農家名鑑編纂所編『大日本篤農家名鑑』大日本篤農家名鑑編纂所、1910年。
- 角川日本地名大辞典編纂委員会編『가도카와 일본 지명 대사전 20 長野県』角川書店、1990年。